# Y serás canción
Y serás canción es una canción de heavy metal escrita por Txus di Fellatio (del grupo Mägo de Oz) en memoria del fallecido productor musical Simón Echevarría, más conocido como Big Simon.
La canción se estrenó como una maqueta en octubre de 2006, en el disco-libro El cementerio de los versos perdidos. Proyecto en solitario de Txus di Fellatio, con el apoyo de los músicos Jorge Salán y Juanmi Rodríguez.

## Versión de Big Simon Band
La versión más famosa de la canción es la incluida en el álbum Big Simon... Y serás canción, estrenada en marzo de 2007, el cual es un álbum recopilatorio de canciones de distintas bandas que llegaron a colaborar con el productor Big Simon. El tema se grabó siendo interpretado por diversos artistas de estas mismas bandas, quienes se autodenominaron la Big Simon Band. Las recaudaciones de este álbum fueron a dar para la familia de Big Simon.

### Alineación[3]
- Carlos Escobedo (Savia) - Voz en primera estrofa, Coros
- David Curtonates (Terroristars) - Voz en segunda estrofa, Coros
- Leo Jiménez (Stravaganzza, Saratoga) - Voz en tercera estrofa, Coros
- Morti (Skizoo) - Voz en cuarta estrofa, Coros
- Silver (Silver Fist) - Voz en quinta estrofa, Coros
- José Andrëa (Mägo de Oz) - Voz en sexta estrofa, Coros
- Beatriz Albert (Ebony Ark) - Voz en séptima estrofa, Coros
- Belén Arjona - Voz adicional en séptima estrofa, Coros
- Rown Houland (Coilbox) - Coros
- Txus di Fellatio (Mägo de Oz) - Coros
- Fernando Lamoneda (Savia) - Guitarra
- Jorge Escobedo (Skizoo) - Primer solo de guitarra
- Alberto Marín (Skunk D.F.) - Segundo solo de guitarra
- Jorge Salán (Mägo de Oz) - Tercer solo de guitarra
- Jero Ramiro (Saratoga) - Cuarto solo de guitarra
- Jesús Pulido (Savia) - Bajo
- Mohamed (Mägo de Oz) - Violín
- Pepe Herrero (Stravaganzza) - Teclados
- Alberto Madrid (Savia) - Batería
- Isabel García - Arreglos

## Versión de Mägo de Oz
Una tercera versión de la canción aparece en el álbum recopilatorio de Mägo de Oz, Gaia: epílogo de 2010. En esta ocasión el tema es interpretado enteramente por Mägo de Oz, pero manteniendo algunos músicos invitados.

### Alineación[4]
- Carlos Escobedo - Voz en primera estrofa
- José Andrëa - Voz principal, Coros
- Patricia Tapia - Voz adicional, Coros
- Carlitos - Guitarra
- Frank - Guitarra
- Javi Díez - Primer solo de guitarra
- Mohamed - Violín, Coros
- Peri - Bajo
- Txus di Fellatio - Batería, Coros
- Josema Pizarro - Flautas
- Carlos Escobedo - Arreglos

## Miscelánea
El tema al final contiene audios de las películas de Star Wars, se alcanza a apreciar el audio de un droide imperial comunicándose, la puerta de una nave abriéndose, y la respiración de Darth Vader. Esto haciendo referencia a que Big Simon era gran fanático de la saga Star Wars. E incluso Big Simon solía tener una figura de acción de Darth Vader en su estudio de grabación (cosa que puede apreciarse en varias escenas del videoclip oficial de Big Simon Band).